# Мацунага, Акира (1914)
Акира Мацунага (яп. 松永 行, 21 сентября 1914, Яидзу — 20 января 1943, Гуадалканал, Гуадалканал) — японский футболист.

## Клубная карьера
На протяжении своей футбольной карьеры выступал за клуб Токийского университета.

## Карьера в сборной
В 1936 году сыграл за национальную сборную Японии два матча, в которых забил один гол. Также участвовал в Олимпийских играх 1936 года.

## Служба в армии
В 1937 году Мацунага поступил в Императорскую японскую армию и служил во время Второй мировой войны в составе 230-го пехотного полка в звании лейтенанта. 20 января 1943 года он был убит в бою во время кампании на Гуадалканале.